# Mansour bin Zayed Al Nahayan
El jeque Mansour bin Zayed bin Sultan Al Nahayan (Emiratos Árabes Unidos, 20 de noviembre de 1970) es un político de Emiratos Árabes Unidos y miembro de la familia gobernante de Abu Dabi. También es propietario del City Football Group, un conglomerado deportivo propietario de equipos como el Manchester City, el Melbourne City, el New York City y el Montevideo City Torque. Es el medio hermano del jeque Jalifa bin Zayed Al Nahayan, actual presidente de los Emiratos Árabes Unidos y emir de Abu Dabi.
Es miembro del Consejo Supremo del Petróleo e integra el consejo de numerosas sociedades de inversión, incluyendo la Sociedad de Inversión Internacional del Petróleo y la Abu Dhabi Investment Council. Mansour también posee participaciones en varias empresas comerciales, como Virgin Galactic y Sky News Saudit.

## Primeros años
Nació en el emirato de Abu Dabi y es el quinto hijo del emir de Abu Dabi, Zayed II y de su esposa, la jequesa Fatima. En 1993 recibió una licenciatura en ciencia política en los Estados Unidos.

## Carrera política
En 1997 Mansour bin Zayed fue nombrado presidente de la Oficina de la Presidencia. Después de la muerte de su padre, fue nombrado por su hermano mayor, Khalifa II, primer Ministro de Asuntos de la Presidencia de los Emiratos Árabes Unidos, que es la fusión de la Oficina de la Presidencia y la Corte Presidencial. También se desempeñó en diversos cargos en Abu Dabi para apoyar a su hermano, el príncipe heredero Mohammed bin Zayed Al Nahyan. 
Fue designado como Presidente del Consejo de Ministros de Servicios, que se considera una entidad ministerial adjunto al Consejo de Ministros, compuesto por un número de ministros de la partida de los Departamentos de Servicios. Desde el año 2000, presidió el Centro Nacional de Documentación e Investigación. En 2005, se convirtió en el vicepresidente del Consejo de Educación de Abu Dabi (ADEC), presidente de la Fundación de los Emiratos, Abu Dabi Autoridad de Control de Alimentos y Fondo de Abu Dabi para el Desarrollo. En 2006, como el presidente del Departamento Judicial de Abu Dabi. En 2007, fue nombrado Presidente de la Fundación de Caridad Khalifa bin Zayed. 
Mansour se desempeñó como Presidente del Primer Banco del Golfo hasta el año 2006, y como miembro de la Junta de Síndicos de la Fundación Zayed caritativas y humanitarias. Mansour ha establecido programas de becas para estudiantes de los Emiratos Árabes Unidos para estudiar en el extranjero. También es presidente de los Emiratos Horse Racing Autoridad (EHRA).
Algunos medios de comunicación han informado de que Mansour tiene al expresidente estadounidense, Barack Obama, en la marcación rápida.
Actualmente Mansour es Vicepresidente de los Emiratos Árabes Unidos desde el año 2023

## Cartera empresarial
Mansour está a la cabeza de la International Petroleum Investment Company, la cual posee el 71% de Aabar Investments y es empleada como su vehículo de inversión.
En 2005, fue nombrado miembro del Supreme Petroleum Council. El mismo año fue incluido en la mesa de directores de International Petroleum Investment Company, así como se hizo miembro de la Autoridad de inversión de Abu Dabi(ADIA). En 2007 fue incluido como miembro del consejo de Emirates Investment Authority, el fondo soberano de Emiratos Árabes.
Mansour posee una participación del 32% en Virgin Galactic tras invertir 280 millones de dólares a través de Aabar en julio de 2009. Aabar también posee un 9.1%  de Daimler tras comprar dicha participación por 2.700 millones de dólares en marzo de 2009. 
Asimismo, es propietario de Abu Dhabi Media Investment Corporation (ADMIC) partner comercial de British Sky Broadcasting en la creación de Sky News Arabia, un nuevo canal en árabe con base en el emirato de Abu Dabi.

## Deportes
Mansour es un aclamado jinete que ha ganado numerosos trofeos en carreras de resistencia en Oriente Medio, y es miembro del consejo de la Emirates horse racing authority. Es un gran patrocinador de carreras de caballos a través del festival Sheik Mansour global Arabian flat racing, con carreras en los 5 continentes. 

Es el patrón de la media maratón de Abu Dabi, Zayed International Half Marathon.
Asimismo, es dueño del Manchester City, equipo de fútbol inglés de la Premier League, del Melbourne City FC de la A-League australiana, del New York City FC de la Major League Soccer, del Yokohama F. Marinos de la J. League Division 1 y del Montevideo City Torque de la Primera División Profesional de Uruguay. También es miembro del consejo de Al Jazeera Sport Company y una personalidad importante en la apuesta de Abu Dabi para ser sede de la Copa Mundial de Clubes de los Emiratos Árabes Unidos en 2009 y 2010.

## Vida personal
Mansour tiene dos esposas y cuatro hijos. Se casó con la Jequesa Alia bint Mohammed bin Butti Al Hamed a mediados de la década de 1990. Ellos tienen un hijo llamado Sheikh Zayed. Se casó con la Jequesa Manal bint Mohammed bin Rashid Al Maktoum, Presidenta de Creación de Mujeres de Dubái, en mayo de 2005. Tienen cinco hijos.